# Червона Волока
Черво́на Воло́ка — село в Україні, в Коростенському районі Житомирської області. Населення становить 639 осіб. Входить до складу Лугинської селищної громади.

## Історія
Окремі факти з історії села Червона Волока під назвою Красная Волока (або Красноволока) згадується в постанові сеймика 1710 року Київського воєводства. Нею передбачалося провести земський збір коштів на утримання гарнізону піхоти, який дислокувався у Білій Церкві.
1879 року в Червоній Волоці було побудовано церкву на кошти казни (держави) та парафіян. Трикласна церковнопарафіяльна школа була відкрита в 1888 році, однак вона займала одну кімнату і працював у ній один вчитель.
У 1906 році згадується як село Білокуровицької волості Овруцького повіту Волинської губернії. Відстань від повітового міста 60 верст, від волості 15. Дворів 147, мешканців 929.
Радянська окупація встановлена в січні 1918 року. У січні 1921 року в селі був створений сільський революційний комітет (сіль ревком). Місяцем пізніше в селі було організовано комітет незаможних селян. З 1924 року в Червоній Волоці діяв комсомольський осередок, а з 1935 року в селі діяла кущова організація.
Восени 1929 року, під час примусової колективізації, було організовано колгосп «Червоний Прапор». У 1958 році колгосп «Червоний Прапор» об'єднався з артіллю імені Жданова і став називатися колгоспом «За комунізм». В 1976 році колгосп реорганізували в радгосп «Жовтневий».
18 серпня 1941 року останній підрозділ радянських військ залишив село. 19 серпня 1941 року в село в'їхав мотомеханізований батальйон німецьких солдатів. Під час окупації у Червоній Волоці діяла підпільна партизанська організація, організатором якої був місцевий учитель, згодом редактор газети «Червоне Полісся» І. І. Симоненко. 30 грудня 1943 року село було звільнене від німецько-фашистських загарбників. За період окупації німецькі війська пограбували, поруйнували колективне господарство більш як на 1,5 млн крб. В роки Другої світової війни 135 жителів села взяли в ній участь, з них 79 загинуло, 42 відзначені орденами й медалями СРСР.
У 1963 році у селі споруджено 4 пам'ятники партизанам, які загинули 1943 року під час війни і воїну Червоної Армії, який загинув у бою 4 липня 1941 року.
У 2007 році в селі було встановлено пам'ятник жертвам голодомору, закладено скверик і квіткову клумбу перед Будинком культури, встановлено Дошку пошани найкращих людей села, проведено благоустрій центральної його частини.

## Географія
Розташована на правому березі річки Жерев (притока річки Уж), за 14 км на північний захід від центру громади та за 3 км від залізничної станції Жерев. Дворів — 271 .Населення — 756 осіб.
Вздовж села проходить шосейна дорога. Село повністю радіо- і електрифіковано. На території села розміщена центральна садиба ТОВ «Червона Волока», за яким закріплено 1480 га сільгоспугідь. В господарстві вирощують зернові культури, хміль. Тваринництво має м'ясо — молочний напрям. Працює загальноосвітня школа, є клуб, дві бібліотеки и медичний та аптечний пункти, п'ять магазинів, відділення зв'язку, православна церква.

## Назва
Назва села, за переказами, походить від назви урочища, де поселились перші жителі. Це була довга, вузька смуга землі, або інакше — волока. Вона простягалась у здовж правого берега річки Жерев і була густо зарозшою калиною. Восени, коли калина дозрівала, вся волока ставала червоною. Звідси назва — урочище Червона Волока, а згодом і назва села.

## Галерея

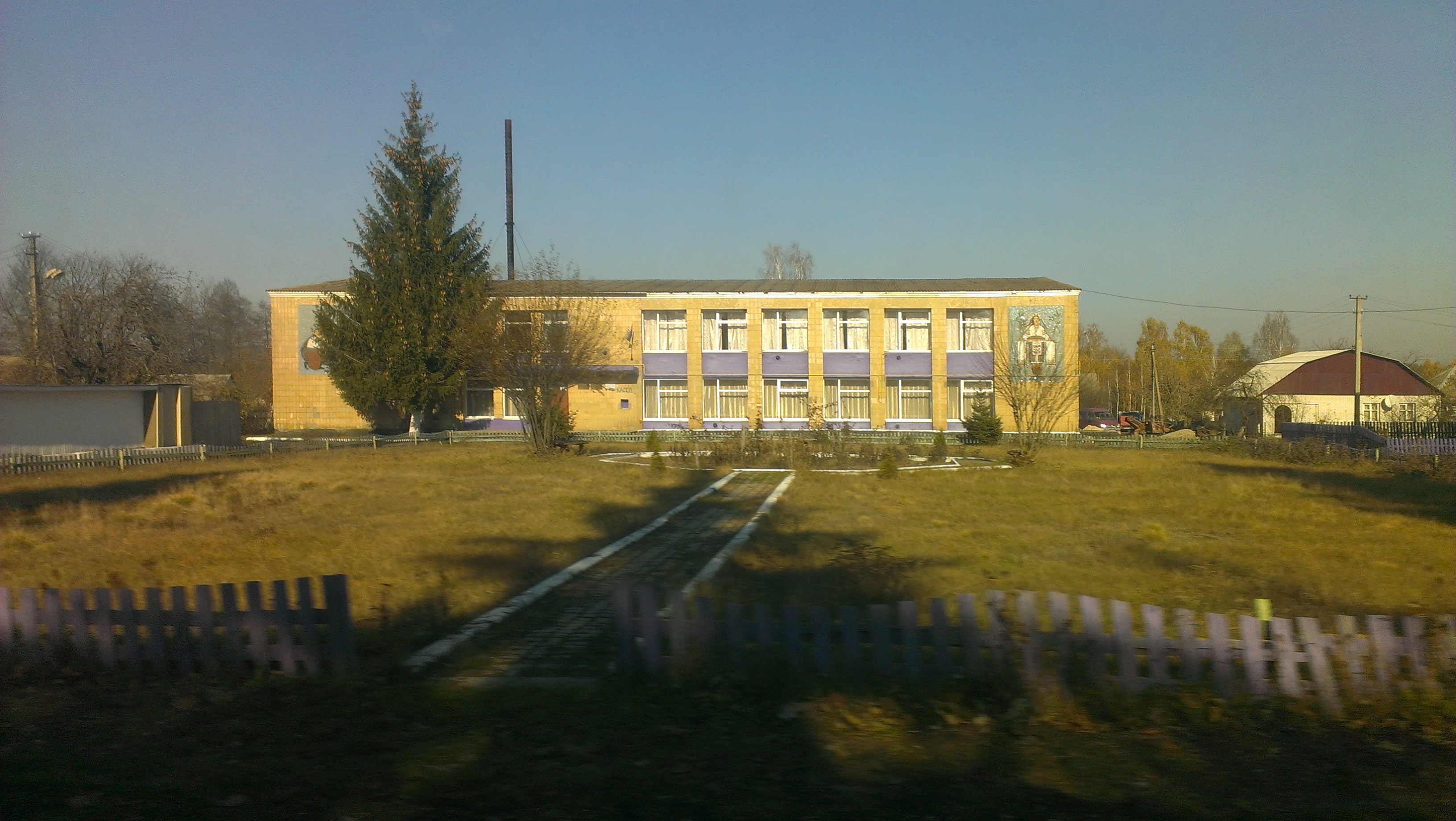
Будинок культури (Клуб, бібліотека)